# Ball of Fire
Ball of Fire – dziesiąty album studyjny The Skatalites, jamajskiej grupy muzycznej wykonującej ska.
Płyta została wydana w roku 1997 przez Island Jamaica Jazz, oddział brytyjskiej wytwórni Island Records. Produkcją nagrań zajął się Trevor Wyatt.

## Lista utworów
1. „James Bond Theme”
2. „Latin Goes Ska”
3. „Confucius”
4. „Occupation”
5. „Rock Fort Rock”
6. „Eastern Standard Time”
7. „Ball Of Fire”
8. „Swing Easy”
9. „Ringo”
10. „Freedom Sound”

## Muzycy

### The Skatalites
- Roland Alphonso – saksofon tenorowy
- Tommy McCook – saksofon tenorowy
- Lester „Ska” Sterling – saksofon altowy
- Lloyd Brevett – kontrabas
- Lloyd Knibb – perkusja
- Will Clark – puzon
- Nathan Breedlove – trąbka
- Devon James – gitara
- Bill Smith – keyboard

### Gościnnie
- Ernest Ranglin – gitara